# Théâtre de Vanves
Le théâtre de Vanves est une scène conventionnée qui se trouve rue Sadi-Carnot, dans la commune française de Vanves, appartenant au département des Hauts-de-Seine en région Île-de-France[source insuffisante]. José Alfarroba, son fondateur, le dirige de 1997 à 2015.
Le théâtre propose une programmation pluridisciplinaire, alliant parfois la danse, le théâtre, la musique mais aussi le cinéma et des expositions d'artistes plastiques. Il sert aussi de centre culturel pour la commune de Vanves et les écoles alentour.
Le théâtre de Vanves possède deux salles, une salle principale et la salle Panopée, située près du carrefour de l'Insurrection,.

## Histoire
Avant l'arrivée de José Alfarroba, le théâtre de Vanves était une salle municipale qui ne programmait que très peu de théâtre et de cinéma. Il décida alors de proposer au maire de l'époque, Guy Janvier, son projet de créer un théâtre dans la ville de Vanves. Il décida de proposer un théâtre sur le principe de la transversalité des arts et des genres, en ajoutant au théâtre et cinéma déjà programmés, de la danse. C'est en 2015 qu'Anouchka Charbey devient directrice du théâtre.

## Festivals
Le théâtre de Vanves est principalement connu du public d'amateurs d'art d'Île-de-France par sa programmation qui promeut de jeunes compagnies ou artistes, françaises ou étrangères,. Le théâtre propose aussi quelques festivals de notoriétés diverses dans les différents secteurs artistiques.

### Artdanthé
C'est sous la direction de José Alfarroba que le festival Artdanthé a été créé. Fondé en 1998, le festival propose une série de spectacles interdisciplinaire en gardant comme art principal, la danse contemporaine. Il a été créé dans l'idée de soutenir la création chorégraphique. Il a permis ainsi à de jeunes chorégraphes comme : Boris Charmatz, Dave Saint-Pierre, Herman Diephuis, Fabrice Lambert, Gaël Sesboüé, Kataline Patkaï, Yves-Noël Genod, Jeanne Candel, , etc.
Avec ce festival, Alfarroba avait pour idée de "promouvoir les compagnies qui n’avaient pas de lieux, et qui avaient beaucoup de mal à être programmées.
En 2014, le festival est menacé en l'absence d'un soutien du ministère de la Culture mais il se poursuit néanmoins encore en 2020

### Zoom d'hiver
La première édition de ce festival a été inaugurée en 2018. Il participe à la mission du théâtre de mettre en avant de jeunes artistes en proposant du théâtre contemporain pendant deux semaines dans la saison d'hiver.

### Switch Festival
Ce festival s'est produit chaque année pendant la période du mois de mai, depuis 2016. Le festival a avant tout pour but de présenter les musiciens contemporains qui s'affranchissent des genres musicaux.